# Kaludra (Prokuplje)
Pour les articles homonymes, voir Kaludra.
Kaludra (en serbe cyrillique : Калудра) est un village de Serbie situé dans la municipalité de Prokuplje, district de Toplica. Au recensement de 2011, il comptait 81 habitants.

## Démographie
| 1948 | 1953 | 1961 | 1971 | 1981 | 1991 | 2002 | 2011 |
| ---- | ---- | ---- | ---- | ---- | ---- | ---- | ---- |
| 294  | 300  | 290  | 215  | 149  | 119  | 103  | 81   |

|  |